# Live Anywhere
Live Anywhere — концепция от Microsoft, призванная объединить сетевую игру на различных платформах: Xbox, Xbox 360, Windows XP / Windows Vista, Windows Mobile, Zune и др.
Новый сервис позволит свободно общаться с друзьями, покупать контент для любого устройства, объединенного Вами под знаменем Live Anywhere, сравнивать Ваши достижения (например, набранное количество баллов в игре) с достижениями других игроков и многое другое.

## Платформы
| Платформа      | Название сервиса           | Дата запуска    | Дата прекращения |
| -------------- | -------------------------- | --------------- | ---------------- |
| Xbox           | Xbox Live                  | 15 ноября 2001  | 15 апреля 2010   |
| Xbox 360       | Xbox Live                  | 22 ноября 2005  | –                |
| Windows XP - 7 | Games for Windows — Live   | 22 мая 2007     | –                |
| Windows 8      | Xbox Live on Windows       | 26 октября 2012 | –                |
| Windows Mobile | Xbox                       | 19 апреля 2000  | 2 февраля 2010   |
| Windows Phone  | Xbox Live on Windows Phone | 21 октября 2010 | –                |
| Zune           | Zune Social                | 13 ноября 2006  | 15 сентября 2009 |